# Charles Richard Mondjo
Charles Richard Mondjo est un militaire et homme politique congolais né le 28 janvier 1954 à Brazzaville. Il est ministre de la Défense nationale depuis le 25 septembre 2012.
Général de division, il occupa le poste de chef d'État-major général des Forces armées congolaises (FAC) de 2002 à 2012.

## Biographie

### Famille et éducation
Né le 28 janvier 1954 à Brazzaville, Charles Richard Mondjo est issu de l'ethnie mbochi et grandit dans la région de la Cuvette. Il est le fils de Margueritte Konongo et de Nicolas Mondjo, ancien ambassadeur et ministre des Affaires étrangères sous les présidents Alphonse Massamba-Débat et Marien Ngouabi. 
Il étudie à l'École militaire préparatoire Général-Leclerc de Brazzaville de 1969 à 1975, puis part parfaire son éducation militaire à l'étranger, notamment à l'École d'officier de commandement de l'arme blindée et cavalerie de Prora (Allemagne de l'Est) ainsi qu'à l'Académie des troupes blindées Malinovski de Moscou (Union soviétique) de 1982 à 1986. 

### Carrière dans l'armée
De retour au Congo, il est mis aux commandes d'un régiment armé à Brazzaville pendant sept ans, puis est nommé directeur de l'Académie militaire Marien-Ngouabi en 1993.
Durant la guerre civile, il combat pour Denis Sassou-Nguesso et tient un rôle-clé durant les négociations pour mettre un terme au conflit. Après la fin des hostilités, il est nommé à la tête de la zone militaire de défense no 1 (Pointe-Noire).
Le 20 décembre 2002, il est nommé au poste de chef d'État-major général des Forces armées congolaises (FAC) par le président Denis Sassou-Nguesso, en remplacement de Jacques Yvon Ndolou. Pour l'occasion, il passe « à titre exceptionnel » directement du grade de colonel à celui de général de division, sans passer par celui de général de brigade,.

### Carrière politique
Le 25 septembre 2012, à la faveur d'un remaniement, il fait son entrée au gouvernement en étant nommé par Denis Sassou-Nguesso ministre à la présidence de la République chargé de la Défense nationale, en remplacement de Charles Zacharie Bowao. Il quitte pour l'occasion son poste de chef d'État-major général des FAC, remplacé le 8 novembre par Blanchard Guy Okoï.
Le 23 mai 2019, lors de la visite officielle de Denis Sassou-Nguesso à Moscou pour rencontrer Vladimir Poutine, Charles Richard Mondjo signe un contrat renforçant la coopération militaire entre les deux pays. Ce dernier prévoit l'envoi de spécialistes russes au Congo afin de former l'armée congolaise à « l'exploitation, l'entretien et la réparation » du matériel russe et soviétique dont elle se sert, dont des blindés, de l'artillerie et des hélicoptères.